# Manuel Torres
Manuel Vicente Torres Morales (Panama, 25 novembre 1978) è un ex calciatore panamense, di ruolo centrocampista.

## Carriera

### Club
Comincia a giocare all'Árabe Unido. Nel 2004 si trasferisce al San Francisco, in cui milita per otto anni e con cui vince per sei volte il campionato. Nel 2012 passa al Plaza Amador. Il 28 novembre 2015, durante la gara vinta per 2-0 contro l'Árabe Unido, ha aggredito il suo allenatore, perché non aveva gradito la sostituzione. Nel 2016 viene acquistato dall'Independiente de La Chorrera.

### Nazionale
Ha debuttato in Nazionale nel 2000. Ha partecipato, con la maglia della Nazionale, alla Gold Cup 2007 e alla Gold Cup 2009. Ha collezionato in totale, con la maglia della Nazionale, 35 presenze e una rete.

## Palmarès

### Club

#### Competizioni nazionali
- Asociación Nacional Pro Fútbol: 9

Árabe Unido: 2001, 2002
San Francisco: 2005, 2006, 2007, 2008, 2009, 2010-2011
Plaza Amador: 2015-2016